# یات راک
یات راک (به انگلیسی: Yacht rock) که در دهه ۱۹۸۰ به آن صدای ساحل غربی یا راک بزرگسالان نیز گفته می‌شد، زیر سبکی از موسیقی راک و شاخه ای از سافت راک است.
یات راک از دید آهنگسازی بسیار گسترده است و به سافت راک بسیار نزدیک است. یات راک یکی از پرفروش‌ترین زیر سبک‌های موسیقی راک از نیمه دهه ۱۹۷۰ تا نیمه دهه ۱۹۸۰ بود. یات راک از سبکی‌های دیگر موسیقی مانند سول ملایم، جاز ملایم و ریتم اند بلوز تأثیر گرفته است. ویژگی‌های رایج یات راک شامل تولید با کیفیت و خرج بالا، خوانندگی ملایم و بی‌آلایش و تمرکز زیاد بر روی ملودی‌های جذاب و همه پسند است. واژه یات راک در سال ۲۰۰۵ توسط سازندگان مجموعه ویدیویی قایق‌رانی آنلاین یات راک ساخته شد که این نوع از موسیقی را با قایق‌رانی مرتبط ساختند.

## پیوست
1. ↑  Malcolm, Timothy (July 12, 2019). "This Is the Definitive Definition of Yacht Rock". Houstonia. Retrieved July 21, 2020.
2. ↑  Hinkes-Jones, Llewellyn (July 15, 2010). "Downtempo Pop: When Good Music Gets a Bad Name". The Atlantic.
3. ↑  Cross, Christopher (February 22, 2014). "Hall & Oates Are Genuine Rock Stars in My Book". The Huffington Post.
4. ↑  That '70s Week: Yacht Rock.
5. 1 2 3  "From Haim to Chromeo: The new wave of Yacht-rockers". The Independent. June 6, 2014. Archived from the original on May 7, 2022.
6. 1 2  "AllMusic Loves Yacht Rock". AllMusic. June 25, 2014.
7. ↑  Berlind, William (August 27, 2006). "Yacht Rock Docks in New York". The New York Observer. Archived from the original on May 18, 2011. Retrieved July 29, 2008.